# Humera Airport
Humera Airport är en flygplats i Etiopien. Den ligger i den nordvästra delen av landet, 600 km norr om huvudstaden Addis Abeba. Humera Airport ligger 787 meter över havet.
Terrängen runt Humera Airport är huvudsakligen platt, men åt nordost är den kuperad. Runt Humera Airport är det ganska glesbefolkat, med 28 invånare per kvadratkilometer. Trakten runt Humera Airport består till största delen av jordbruksmark.